# Hopea latifolia
Hopea latifolia är en tvåhjärtbladig växtart som beskrevs av Symington. Hopea latifolia ingår i släktet Hopea och familjen Dipterocarpaceae. Inga underarter finns listade i Catalogue of Life.